# Ivul
Pour plus de détails, voir Fiche technique et Distribution.
Ivul est un film franco-suisse réalisé par Andrew Kotting, sorti en 2009.

## Synopsis
Mi rêve, mi cauchemar, Ivul est l'histoire du jeune Alexandre qui, banni par son père l'accusant d'inceste, grimpe sur le toit de sa maison, bien décidé à ne plus en descendre. En fuyant ce monde qui l'a rejeté, il vit une existence brève et poétique, véritable exil initiatique au cours duquel il observe ce monde et cette famille qu'il aime tant s'entredéchirer.

## Fiche technique
- Titre : Ivul
- Réalisation : Andrew Kotting
- Scénario : John Cheetham,Andrew Mitchell et Andrew Kotting
- Production : Émilie Blézat, Thierry Spicher et Elena Tatti
- Musique : Christian García
- Photographie : Gary Parker et Nick Gordon Smith
- Montage : David Dusa et Baptiste Evrard
- Décors : Anjo de Marignan
- Pays d'origine :  France,  Suisse
- Format : couleur - 1,85:1 - Dolby Digital - 35 mm
- Genre : drame
- Durée : 100 minutes
- Dates de sortie : 11 août 2009 (Festival international du film de Locarno), 19 septembre 2009 (Festival de Quend du film grolandais), 20 janvier 2010 (France)

## Distribution
- Capucine Aubriot : Capucine
- Manon Aubriot : Manon
- Jacob Auzanneau : Alex
- Jean-Luc Bideau : Ivul
- Adélaïde Leroux : Freya
- Aurélia Petit : Marie
- Xavier Tchili : Lek

## Autour du film
- Le tournage s'est déroulé dans les Pyrénées.